# Cablevisión Ibagué
Cablevisión Ibagué fue una empresa colombiana prestadora del servicio de televisión por suscripción en modalidad cerrada (Por Cable) (Fibra Óptica), autorizada y regulada por la Comisión Nacional de Televisión (Cntv), Hoy ANTV. Fue fundada en 1987 por Salim Antonio Sefair como SAS Cablevisión. Durante muchos años ostentó ser la empresa más importante de televisión por suscripción de Ibagué y del departamento del Tolima  y como una de las mejores parrillas de canales de Colombia.

## Historia de Cablevisión
Comenzó a operar en el mes de diciembre de 1987, bajo la razón social de S.A.S Cablevisión con cuatro canales (Familiar, Deportes, Cine e Internacional), cuya emisión y edición era realizada por la misma empresa, en transmisión codificada en UHF.
Ofrecían una parrilla Premium en rotación para todos los usuarios. desde el 1 de junio de 1991 Cablevisión Ahora es HV Televisión.

## Sistema UHF
Así denominado por Cablevision.  
- Canal 51 Familiar - Rotación de Cartoon Network, Nickelodeon, MTV, CNN en español y  (Canal de las estrellas 6:00 PM a 8_00 PM). Mas un (Informativo, local de Ibagué a la 1:00 PM, repetición alas 11:00 PM)

- Canal 49 Cine e Internacional - Rotación de las mejores películas y series de TNT, USA, Discovery, (VENUS, viernes y sábados de 12:00 AM a 4:00 AM)
- Canal 47 Cine - Rotación de las mejores películas de HBO Ole, Cinecanal, Hallmark, y Fox.
- Canal 45 ESPN Y Fox Sports.

Se transmitía el mejor contenido que era visto casi en su totalidad, el sistema aprovechó la continua y exagerada repetición del contenido quincenal de los canales internacionales, aun como es actualmente, para programar los 4 canales, cada 3 horas o en cada división de segmento publicaban la lista de programación del día con horario respectivo, ello ayudó a que el Usurario mantuviese informado, también recomendados,  durante esos años era común que algunos clientes llamaran a Cablevisión a que les repitieran la programación.
En el año 2003 se deja de emitir por aire UHF los últimos usuarios eran casi la mitad de la ciudad que no contaba con red coaxial o de fibra óptica y los hacendados, En una mala maniobra comercial, en el año 2000, Cablevision freno el tendido de fibra Óptica al tener la oportunidad de tomar el control como mandatarios comerciales y de programación de Las empresas Tolivision Satélite, y TV Sur, esta maniobra le permitió una vez más consolidarse como la más importante, pero con redes no de su propiedad. En momentos que TV Sat estaba siendo secretamente adquirida por Cablecentro.

## Operadores ilegales de Ibagué
Cablevision tuvo un competidor ilegal en UHF en 1991, denominado Telepacho auspiciado por el gobernador del Tolima Francisco Peñaloza Castro,  emitía algunas señales internacionales como Panamericana tv,  Bolivision, América tv, canal de las estrellas, Galavision,  algunos canales europeos, estadounidenses en español,  y reproducían películas en Betamax y Vhs de forma gratuita, Los representantes legales de SAS Cablevision realizaron una demandas ante diferentes estancias y la Fiscalía logrando que el gobernador del Tolima respondiera judicialmente y acatara la orden de apagar el sistema Telepacho, A pesar del descontento de varios Ibaguereños, el sistema fue apagado a finales de 1993.
Ese año aparecen las empresas Coopropietarios Tolivision Satélite, y Tv Sat operadores que no tenían licencias,  aparentaron ser empresas comunitarias, a finales de los años 90 obtuvieron gran número de suscriptores arrebatando la mitad del mercado a Cablevisión. A mediados de 2009 Tolivision Satélite y sus redes fueron vendidas a Cableunion hoy Protelco, TV Sur pasó a ser absorbida por Cablevision. Tv Sat fue comprada en el año 1999 por la Unión de cableoperadores del centro Cablecentro. Después de esta reorganización y al no haber culminado la red fibra óptica a tiempo cablevision se debilitó comercialmente y necesitó inversionistas. En el año 2006 la razón social cambio a Cablevisión de Ibagué Ltda después de la reorganización empresarial y una intervención Judicial por el uso indebido de señales en 2009,  años más tarde la empresa tendría un cambio de propietarios y administración.

## Fibra Óptica
En agosto de 1995 inicia el proyecto de Fibra Óptica en la ciudad de Ibagué se concentraron en los barrios residenciales de estrato 4,5 y 6 en primera estancia, ofreciendo inicialmente 30 los canales entre premium e internacionales que ofrecía el servicio, fue una de los 3 primeros operadores en traer Fibra óptica a Colombia),  y uno de los 5 pioneros cableoperadores legales, con legitima concesión del estado, la nueva red fibra óptica permitió un mayor número de servicios adicionales, como los siguientes: Acceso a mayor número de canales. Sistema de pago por visión (Pay Per View).

## Reorganización
En el año 2010 el operador continuó con el tendido de fibra óptica que estaba pausado desde el 2000, en Ibagué Los nuevos inversionistas,  directivos de la empresa,  tuvieron algunos líos jurídicos entre socios, ya resueltos optaron por el continuo cubrimiento y mejora de parrilla de canales, en 2015 Cablevision relanza su sitio web, actualmente pasó a ser un mediano pero fuerte competidor en contenidos y suscriptores de los diferentes operadores nacionales.